# Manic Depression
Manic Depression — российская трэш-метал-группа основанная в 2000 году.

## История
В апреле 2001 года группа выпускает демо, названное «Who Deals The Pain».
В феврале 2002 года журнал Play признает Manic Depression одними из победителей конкурса молодых групп и выпускает заглавную песню «Words Of Hate» с демо «Who Deals The Pain» на компакт-диске — сборнике победителей проекта с названием «Play — Русская сборка». Этот сборник попадает в руки небезызвестному отцу русского металла Эджену Прайсу, который незамедлительно связывается с группой и заключает с ними контракт на выпуск альбома с MetalAgen Records, на тот момент подлейблом Soyuz Music. К середине лета 2003 года заканчивается работа над дебютником «Who Deals The Pain». Следует выход диска, сопровождаемый бурной рекламой, 26 октября Manic Depression проводит концерт-презентацию своего дебютного СD. Далее следует череда других концертов и фестивалей, приуроченных к выходу альбома. О группе узнаёт широкая публика.
В феврале 2006 года на лейбле Mazzar Records вышел в свет новый альбом группы — Planned Spiritual Decay.
Осенью 2006 года группа записывает мини-альбом «You'll Be With Us Again».

## Дискография
- Who Deals The Pain (2003)
- Planned Spiritual Decay (2006)
- You'll Be With Us Again (2007)
- Impending Collapse (LP) (2010)
- Box Of Lies (EP) (2012)
- Technocracy (2015)
- 11 приступов депрессии (2017)
- Symphony of Depression (2018)

## Состав
- Виталий Новожилов — соло и ритм-гитара.
- Карэн Тер-Месропян — соло и ритм-гитара, вокал.
- Данила Яковлев — ударные.
- Антон Гинзбург — бас-гитара.